# Wat Ratchanaddaram

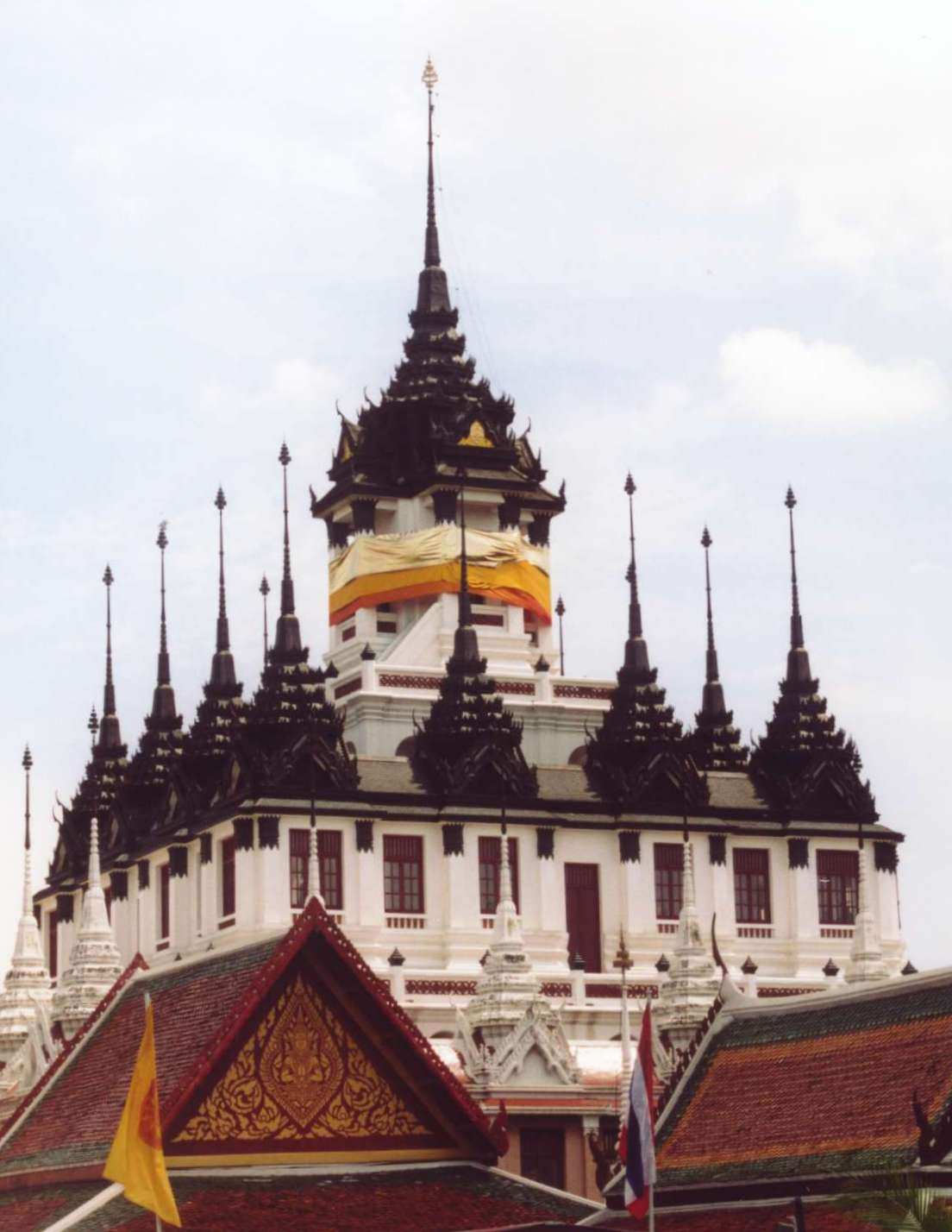
Toàn cảnh Wat Ratchanaddaram

Wat Ratchanaddaram (tiếng Thái: วัดราชนัดดาราม, phiên âm: Vát Lát-cha-na-đa-lam) là một ngôi chùa khá lớn nằm ngay giao lộ Ratchadamnoen Klang và Mahachak Road, thuộc quận Phra Nakhon, Bangkok. Ngôi chùa này được xây dựng vào năm 1846 theo lệnh của vua NangKlao, tức vua Rama III.

## Miêu tả
Ngôi chùa mở cửa suốt ngày. Sự phát triển thịnh vượng của ngôi chùa nhờ vào ngôi chùa bán đồ nữ trang làm bùa hộ mệnh. Người Thái là những tín đồ tin tưởng tuyệt đối vào quyền lực của bùa hộ mệnh, họ mang cái bùa quanh cổ và gìn giữ hết sức cẩn thận.
Phần lớn những bức tượng ở đây, thường ấn vào những chiếc bình bằng đất nung thành ra tượng Phật, nhưng có những tấm bùa in chân dung các vị sư nổi danh nhờ vào sự thông thái của họ. Có những bức tượng của các vị thần khác, và có những dòng chữ viết đằng sau bùa hộ mệnh nhằm che chở cho tín hữu mang tấm bùa tránh khỏi tai họa.

## Nét đặc sắc nhất của chùa
Đằng sau Wat Ratchanaddaram có một kiến trúc đặc sắc và gây chú ý tại Bangkok, đó chính là Loha Prasad. Đài kỷ niệm này do hoàng đế Rama III xây dựng, một cao ốc có mái nhiều tầng chồng lên nhau, rập theo mô hình kiến trúc tại Sri Lanka. Đền kỷ niệm vươn cao 36 m, những chóp nhọn bằng thép bao phủ những tháp tua tủa lên không trung, mệnh danh là tháp kim loại. Có tất cả 37 tháp.

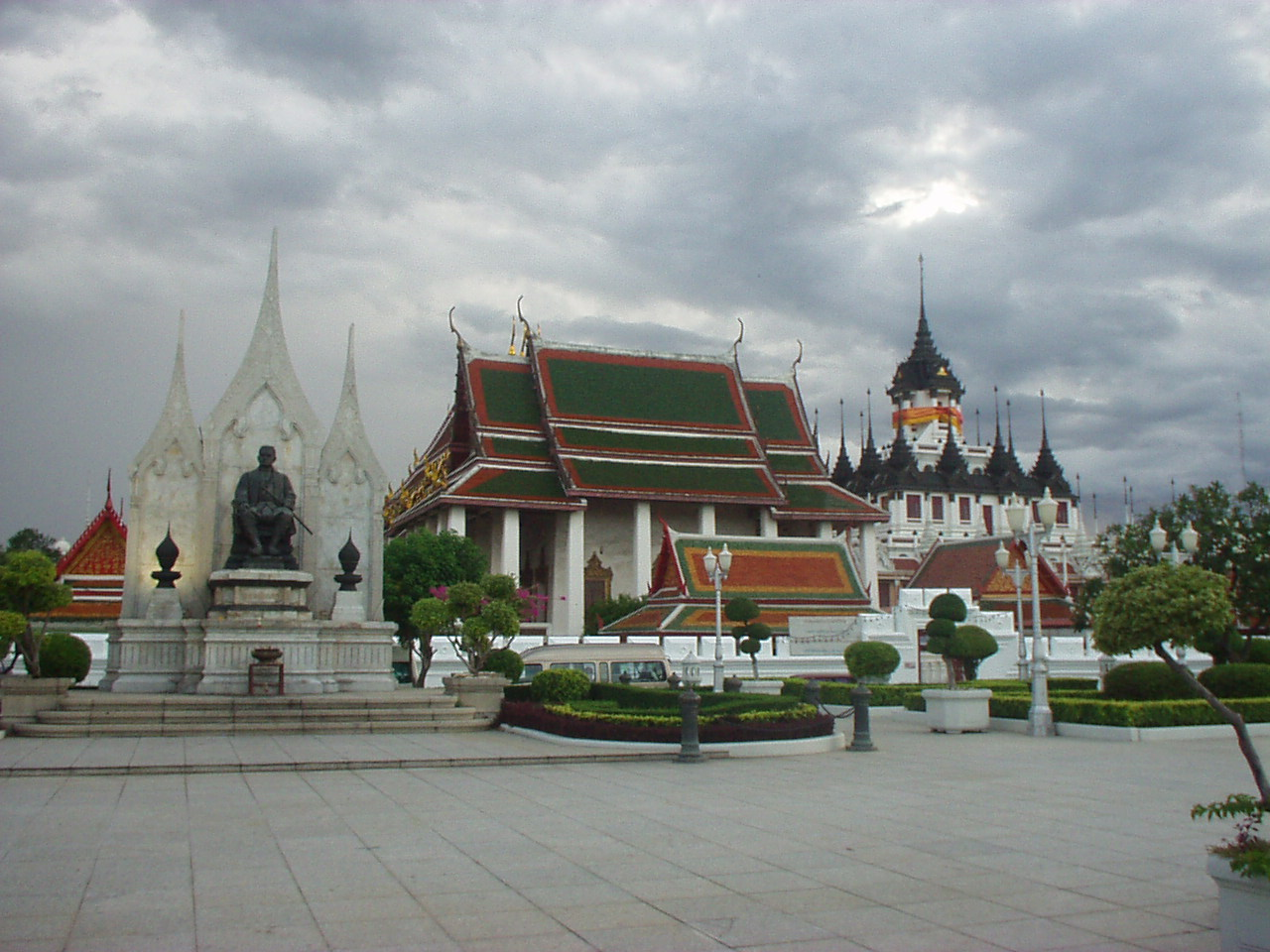
Bức tượng Đức Vua Mongkut phía trước chùa

Đền kỷ niệm có tiếng tăm ấn tượng nhất trong vùng là PhuKhaoThung, còn gọi là Núi Vàng, mở cửa đón du khách hằng ngày, có thu lệ phí. Đền kỷ niệm này có chóp đỉnh cao nhất trong thành phố trải qua thời gian khá lâu. Ayuthaya có ngọn đồi nhân tạo rộng lớn và hoàng đế Rama III quyết định tái tạo nơi này nhập vào Bangkok. Vì nền tảng của thành phố thuộc loại đất mềm, cho dù quyền lực thế nào đi nữa, đức vua không bao giờ nâng cao các vật thể lên đúng tầm ý muốn được. Mãi đến triều đại quốc vương Mongkut, ngọn đồi và đài kỷ niệm mới hoàn tất.
Đền kỷ niệm cao tới 78 m, chóp đỉnh kề thang gác 318 bậc quanh chân ngọn đồi. Tại đây trưng bày nhiều di vật của đức Phật do Phó vương Ấn Độ tên là Lord Curzon trao cho quốc vương Chulalongkorn vào năm 1877. Du khách phải mất nhiều thời gian và sức lực mới trèo lên đỉnh ngọn tháp. Trong chiến tranh, tháp được sử dụng là tháp canh và đài quan sát.